# Obscured by Clouds
Obscured by Clouds är ett album av rockgruppen Pink Floyd, baserat på deras soundtrack till den franska filmen La Vallée av Barbet Schroeder. Det gavs ut 1972.
Albumet nådde 6:e plats på albumlistan i Storbritannien och 46:e plats i USA.

## Låtlista
Sida 1
1. "Obscured by Clouds" (David Gilmour/Roger Waters) - 3:03
2. "When You're In" (David Gilmour/Roger Waters/Rick Wright/Nick Mason) - 2:30
3. "Burning Bridges" (Roger Waters/Rick Wright) - 3:29
4. "The Gold It's in The..." (David Gilmour/Roger Waters) - 3:07
5. "Wot's... Uh the Deal" (David Gilmour/Roger Waters) - 5:08
6. "Mudmen" (David Gilmour/Rick Wright) - 4:20

Sida 2
1. "Childhood's End (David Gilmour) - 4:31
2. "Free Four" (Roger Waters) - 4:15
3. "Stay" (Roger Waters/Rick Wright) - 4:05
4. "Absolutely Curtains" (David Gilmour/Roger Waters/Rick Wright/Nick Mason) - 5:52

## Medverkande
- David Gilmour - gitarr, sång och VCS3
- Roger Waters - elbas, sång och VCS3
- Nick Mason - trummor och slagverk
- Richard Wright - keyboards, sång och VCS3